# Szut-holi járás

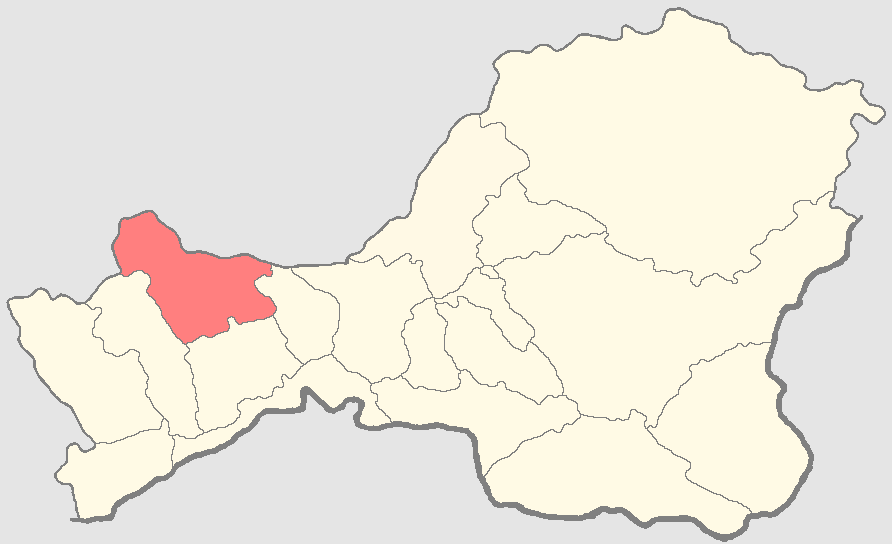
A Szut-holi járás a Tuva Köztársaságban

A Szut-holi járás (oroszul Сут-Хольский кожуун, tuvai nyelven Сүт-Хөл кожуун) Oroszország egyik járása a Tuvai Köztársaságban. Székhelye Szut-Akszi.

## Népesség
- 2010-ben 8 689 lakosa volt.